# Bình Thành, Hương Trà
Bình Thành là một xã thuộc thị xã Hương Trà, thành phố Huế, Việt Nam.
Xã Bình Thành có diện tích 64,89 km², dân số năm 2020 là 4.006 người, mật độ dân số đạt 61 người/km².

## Hành chính
Theo Nghị quyết số 23/NQ-HĐND ngày 19/8/2019 của Hội đồng nhân dân tỉnh, xã Bình Thành được sắp xếp thành 7 thôn:
1. Bồ Hòn
2. Hiệp Hòa
3. Hòa Dương
4. Hòa Hợp
5. Phú Tuyên
6. Tam Hiệp
7. Tân Thọ